# Matti Klein

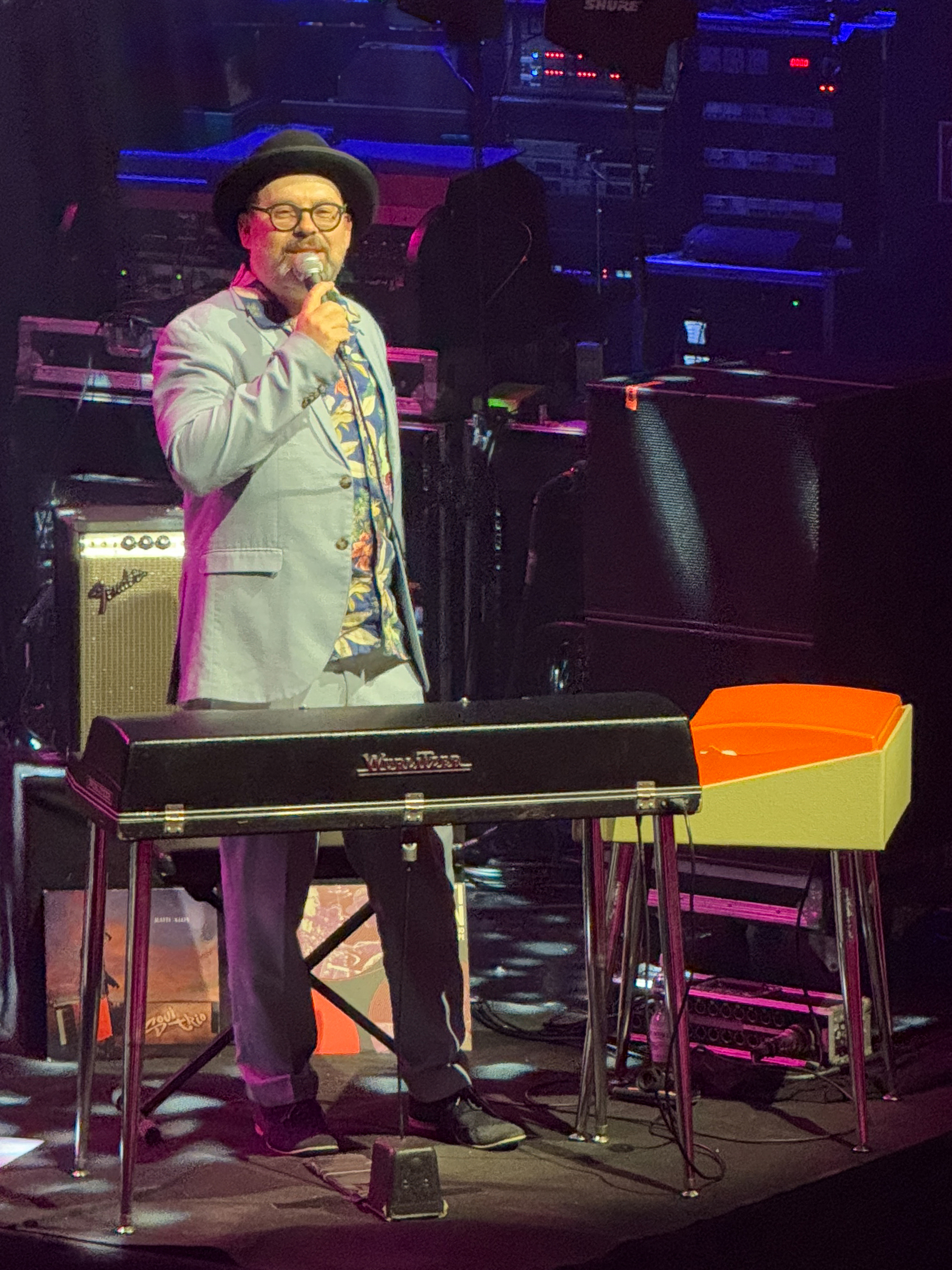
Matti Klein beim Aalener Jazzfest 2024

Matti Klein (* 6. März 1984 in Berlin) ist ein deutscher Jazzpianist. Als Teil der Jazzfunk-Band Mo’ Blow und Gründer des Matti Klein Soul Trios spielt er unter anderem Klavier, Fender Rhodes und Wurlitzer.

## Biographie
Im Alter von zehn Jahren begann Klein mit dem Klavierspiel. Am Musikgymnasium Demmin absolvierte er eine klassische Musikausbildung. Im Anschluss studierte er Jazzklavier an der Universität der Künste Berlin bei Wolfgang Köhler, Rolf Zielke und Hubert Nuss. Er war Mitglied des Berliner Jugend-JazzOrchesters unter der Leitung von Nils Landgren, mit dem er die CD Berlin – Los Angeles 2005 einspielte.
Als Solist und Sideman spielte Klein unter anderem mit Musikern wie Ack van Rooyen und Gunter Hampel. Seit 2013 ist er musikalischer Leiter und Keyboarder für internationale Konzerte des brasilianischen Souljazz-Musikers Ed Motta. Für den schottischen Disko-Pop-Sänger Jimmy Somerville (Bronski Beat, The Communards) war er bei dessen erster Solotour „Freedom to Dance“ als Keyboarder und musikalischer Leiter der zehnköpfigen Band tätig. Im Anschluss produzierte Klein ein Live-Album zu dieser Tour.
Klein musizierte in Jazz-Clubs wie dem Blue Note in Tokio, Ronnie Scott’s Jazz Club in London, New Morning (Paris) sowie dem Highline Ballroom (New York City). Mit verschiedenen Projekten gastierte er bei internationalen Jazzfestivals wie den Leverkusener Jazztagen, dem Borneo Jazz Festival (Malaysia) sowie dem World Forum on Music (Los Angeles). Des Weiteren ist Klein als Keyboarder und/oder Arrangeur auf Veröffentlichungen von Edward Maclean (Me & You), DePhazz (Garage Pompeuse) und Herbert Grönemeyer (Schiffsverkehr) zu hören.
Klein war als Musikalischer Leiter und Vocal Coach verantwortlich für Auswahl und musikalische Einstudierung von Bühnendarstellern, Bands und Pianisten sowie die Produktion der Showsoundtracks für die Mein Schiff-Flotte. Im Wintersemester 2011/2012 erhielt er den Lehrauftrag für die Leitung der Bigband des Jazzinstituts der Hochschule für Musik „Hanns Eisler“ und der Universität der Künste Berlin.

## Projekte
Mit der Jazzfunk-Band Mo’ Blow trat Klein von 2007 bis zu deren Auflösung 2016 auf etwa 300 nationalen und internationalen Tourneen auf. Mit Lars Zander (Saxophon, Bassklarinette) und André Seidel (Schlagzeug) ist Klein (Fender Rhodes, Wurlitzer) mit dem Soul-Jazz-Projekt Matti Klein Soul Trio aktiv.

## Preise und Auszeichnungen
- Gewinner des Future Sound Award 2011 der Leverkusener Jazztag mit der Band Mo'Blow
- zweifacher Preisträger des Jazz & Blues Award 2008 (erster Publikumspreis und Förderpreis der Jury) mit der Band Mo'Blow
- Jazz am See Award 2011 mit der Band Mo'Blow
- Miles Award 2012 (Jazzrock TV) mit der Band Mo'Blow

## Diskographische Hinweise
- 2008: Mo’ Blow: Funkatristic (Neuklang)
- 2010: Peter Tenner Jazz Orchester; 10117 Berlin (Mons Records)
- 2011: Defne Şahin: Yaşamak (Double Moon Records)
- 2011: For Those About to Funk (ACT) mit Mo’ Blow
- 2011: Herbert Grönemeyer: Schiffsverkehr (EMI Music)
- 2013: Mo’ Blow Gimme the Boots (ACT)
- 2015: DePhazz Garage Pompeuse – The Berlin Session – (Edel)
- 2016: Mo’ Blow Live in Berlin with Special Guests (ACT)
- 2017: Edward Maclean: Me & You (r3w records)[5]